# Elements Part 2
Albums de Stratovarius
Elements Part 1
(2003) Stratovarius
(2005)
Elements Part 2 est le dixième album du groupe finlandais de power metal Stratovarius, publié le 4 novembre 2003, par Nuclear Blast. Il est le deuxième album de la suite Elements.

## Liste des chansons
Toute la musique est composée par Timo Tolkki.
| No  | Titre                               | Durée |
| --- | ----------------------------------- | ----- |
| 1.  | Alpha & Omega                       | 6:38  |
| 2.  | I Walk to My Own Song               | 5:03  |
| 3.  | I'm Still Alive                     | 4:50  |
| 4.  | Season of Faith's Perfection        | 6:08  |
| 5.  | Awaken the Giant                    | 6:37  |
| 6.  | Know the Difference                 | 5:38  |
| 7.  | Luminous                            | 4:49  |
| 8.  | Dreamweaver                         | 5:53  |
| 9.  | Liberty                             | 5:01  |
| 10. | Ride Like the Wind (Bonus japonais) | 4:49  |